# Ciciliano
Ciciliano es un municipio en la provincia de Roma, Italia.

## Descripción
La localidad de Ciciliano está situada entre el Guadagnolo y el Serrone de Saracinesco, desde el que se visualiza bien entre los valles y a los pies de los montes Tiburtinos y Prenestinos
Gracias a la presencia de vertientes y fauna salvaje en la región, la zona fue poblada desde la prehistoria. El hombre apenino en su trashumancia, hizo de ella un lugar de asentamiento y surgió así la localidad de Trebula Suffenas que llegó a ser un punto de cruce para las rutas de trashumantes y para el enlace con las localidades vecinas —especialmente con Tibur y Praeneste—. 
Los suffenates, población perteneciente a los ecuos, ocuparon todo el territorio al este de Tívoli. Durante la guerra entre ecuos y romanos, Trebula llegó a ser un campamento romano y con la victoria de los romanos, se convirtió en municipio que abarcó un vasto territorio llamado ager Trebulanus. Llegó a enriquecerse y a ser un centro de notable importancia. En su foro se erigieron estatuas a magistrados y emperadores.
Cuando en el siglo V se iniciaron las invasiones barbáricas, los trebulanos fueron empujados a refugiarse en fortificaciones en la colina vecina de Caecilianum llamada así porque era posesión de los Caecilli, aunque el topónimo es controvertido según algunos autores.
En el siglo IX la zona sufrió numerosos ataques por parte de los sarracenos, quienes destruyeron la población dejando sólo los muros poligonales. A causa de su posición estratégica fue disputado por las abadías de Subiaco y Tívoli, siendo los monjes benedictinos de Subiaco quienes reconstruyeron el poblado en el siglo X. Después del predominio de la abadía de Subiaco, el feudo  de Ciciliano pasó a manos de la potente familia Collona que gobernó por 190 años hasta 1563, año en que lo adquirió la familia Massimo.  En 1541 el papa Paulo III hizo derrumbar los muros de Ciciliano porque sus habitantes no habían pagado la gabela sobre la sal y sobre las familias (focatio). En 1572 los Massimo vendieron el feudo a Monseñor Girolamo Theodoli por 30.000 escudos romanos. La familia Theodoli, a quien se debe la transformación de la antigua fortaleza en el castillo actual, mantuvo los derechos feudales hasta 1816.

## Evolución demográfica
| Gráfica de evolución demográfica de Ciciliano entre 1861 y 2001 |
|                                                                 |
| Datos tomados de ISTAT                                          |